# Ohui
Ohui (mandchou : ᠣᡥᡡᡳ, transl. : ohūi ; chinois traditionnel : 鄂煇 ; chinois simplifié : 鄂辉 ; pinyin : èhuī), décédé en 1798, est un général mandchou de la Bannière blanche régulière de la dynastie Qing, en Chine.
Gouverneur général du Sichuan, à la commanderie de Chengdu, il est notamment connu pour avoir commandé les troupes qui interviennent au Tibet pour mettre fin à l'invasion du Tibet par les Gurkhas, venus du Népal voisin.